# フリクションドライブ

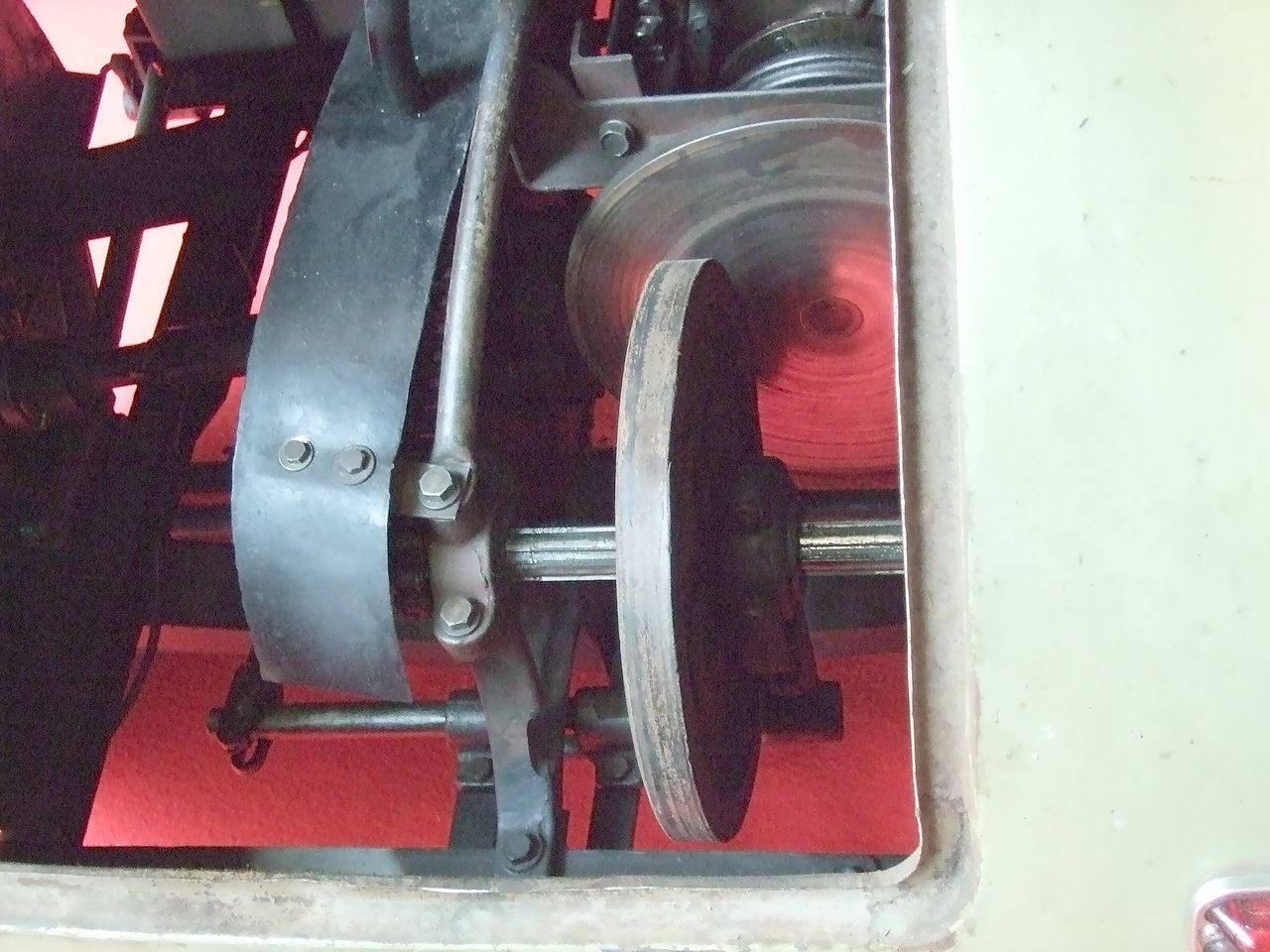
フリクションドライブ方式を採用するオートサンダルFSの変速機。写真中央部に見える、直角に接触している2枚の円盤が回転する。手前の円盤は左右に位置を変更することができ、それによって変速する。

フリクションドライブ（英語：friction drive）とは、駆動装置の接触による摩擦力を利用して動力を伝達する方式のことである。
具体的には、例えば、回転する円盤同士を接触させてその摩擦により動力を伝達するもので、ギアやチェーンなどに比べて構造が単純で、かつ滑らかで無段階な動力の伝達が可能である特徴を有するが、伝達時にすべりが発生するため、原理的に大きな力の伝達には効率が悪く、不向きである。しかし、歯車伝達特有のコギングがなく、安定しているため、望遠鏡等の精密機械には使用される。
伝達容量が少ないため、現在は自動車などの輸送機での動力伝達としての目的での使用はまれであるが、日産自動車が開発したエクストロイドCVTのようなトロイダルCVTは摩擦を利用して動力を伝達しているため、フリクションドライブの範疇に含まれると言える。

## 文献
- 矢田恒二, 「トラクションドライブの最近の動向」『精密工学会誌』 56巻 9号 1990年 p.1575-1580, doi:10.2493/jjspe.56.1575
- 畑一志, 「トラクションオイルの分子構造とトラクション特性」『精密工学会誌』 56巻 9号 1990年 p.1589-1592, doi:10.2493/jjspe.56.1589
- 町田尚, 「トラクションドライブの製品と性能」『精密工学会誌』 56巻 9号 1990年 p.1597-1601, doi:10.2493/jjspe.56.1597
- 加藤康司, 「フリクションドライブの基礎と応用」『精密工学会誌』 56巻 9号 1990年 p.1602-1606, doi:10.2493/jjspe.56.1602
- 中川邦彦, 森一夫, 「映像・音響・OA 機器のフリクションドライブ」『精密工学会誌』 56巻 9号 1990年 p.1607-1610, doi:10.2493/jjspe.56.1607
- 高橋道郎, 大塚二郎, 「摩擦駆動による精密位置決め」『精密工学会誌』 56巻 9号 1990年 p.1611-1614, doi:10.2493/jjspe.56.1611
- 足立幸志, 加藤康司, 「運動・動力伝達法 フリクションドライブ・トラクションドライブ」『精密工学会誌』 60巻 10号 1994年 p.1410-1415, doi:10.2493/jjspe.60.1410